# Бистрица (Чечка)
Вижте пояснителната страница за други значения на Бистрица.
Бистрица или Чечка Бистрица, Плетска река, Плетенска река е река в Южна България, област Благоевград, минаваща през общините Гърмен, Сатовча и Хаджидимово, ляв приток на река Места. Дължината ѝ е 48,8 km. Отводнява част от югозападните склонове на рида Дъбраш в Западните Родопи.
Река Бистрица извира под името Пърдиконско дере на 1695 m надморска височина, на 1,6 km североизточно от връх Свети Петър (1745 m), в рида Дъбраш на Западните Родопи. До шосето Гоце Делчев – Доспат тече в немного дълбока и добре залесена долина най-напред (около 3 km) на югозапад, след това на югоизток (до Държавно горско стопанство „Дикчан“) и отново на югозапад. Продължава в югозападна посока и източно от село Долно Дряново завива на юг-югоизток, навлиза в историко-географската област Чеч и долината ѝ се разширява. Влива се отляво в река Места на 443 m надморска височина, на 1,6 km северно от село Теплен, община Хаджидимово.
Площта на водосборния басейн на реката е 197 km2, което представлява 5,71% от водосборния басейн на река Места. Основни притоци са: → ляв приток, ← десен приток
- → Бозанишко дере
- ← Величка
- → Хисарско дере
- → Дряновско дере
- ← Дълбоки дол
- ← Чешминдол
- → Фърговска река

Реката има дъждовно-снежно подхранване с максимален отток през април и минимален през септември. Водата на Бистрица е с ниска минерализация – до 200 милиграма на литър. Между 40 и 50 дни годишно се наблюдават ледови явления.
По течението на Бистрица няма населени места.
Част от водите на Бистрица в горното ѝ течение се отвеждат чрез тунел към язовир Доспат посредством 11 водохващащи съоръжения. В долното ѝ течение водите ѝ се използват за напояване.
На протежение от 7,5 km между селата Долно Дряново и Плетена преминава участък от Републикански път III-197 от Държавната пътна мрежа Гоце Делчев – Доспат – Девин.
От разклона за село Плетена, в местността Караманица, нагоре по поречието на реката минава старият път за Велинград, както и за местностите Дикчан и Гроба. Край пътя през 50 – 100 метра има чешми и беседки.

## Топографска карта
- Лист от карта K-34-84. Мащаб: 1 : 100 000.
- Лист от карта K-34-96. Мащаб: 1 : 100 000.
- Лист от карта K-35-73. Мащаб: 1 : 100 000.
- Лист от карта K-35-85. Мащаб: 1 : 100 000.